# Белёв (Житковичский район)
Белёв (бел. Бялёў) — агрогородок в Морохоровском сельсовете Житковичского района Гомельской области Беларуси. Возле агрогородка расположена высшая точка района — 184,1 м. На востоке граничит с лесом.

## География

### Расположение
В 16 км на северо-восток от Житковичей, 5 км от железнодорожной станции Бринёво (на линии Лунинец — Калинковичи), 220 км от Гомеля.

### Гидрография
На западе сеть мелиоративных каналов, в том числе Найда-Белёвский канал.

## Транспортная сеть
Рядом автодорога Лунинец — Калинковичи. Планировка состоит из 2 прямолинейных параллельных улиц, близких к меридиональной ориентации, которые на юге соединяются короткой прямолинейной широтной улицей, а на севере к ним присоединяется прямолинейная улица, ориентированная с юго-запада на северо-восток. Застройка двусторонняя, преимущественно деревянная, усадебного типа. В 1987—1992 годах построено 150 кирпичных домов коттеджного типа, в которых разместились переселенцы из мест, загрязнённых радиацией в результате катастрофы на Чернобыльской АЭС.

## История
Согласно письменных источников известна с XVI века как деревня Белово в Мозырском повете Минском воеводстве Великого княжества Литовского. После 2-го раздела Речи Посполитой (1793 год) в составе Российской империи. В 1811 году владение графа Ходкевича. Помещик Прикота владел в деревне в 1863 году 55 десятинами земли. В 1885 году начались занятия в церковно-приходской школе. Через деревню проходила военно-коммуникационная дорога из Слуцкого повета в Петриков. Согласно переписи 1897 года находились церковь Рождества Богородицы, хлебозапасный магазин, трактир. Рядом был фольварк. В 1903 году в наёмном доме открыта земская школа. В 1908 году в Житковичской волости Мозырского уезда Минской губернии.
В 1929 году организован колхоз «III Интернационал», работали смолокурня (с 1927 года), паровая мельница (с 1926 года), кузница, стальмашня, шерсточесальня. С 20 августа 1924 года к 16 июля 1954 года центр Белёвского сельсовета Житковичского района Мозырского округа (до 26 июля 1930 года и с 21 июня 1935 года до 20 февраля 1938 года), с 20 февраля 1938 года Полесской, с 8 января 1954 года Гомельской областей. Во время Великой Отечественной войны партизаны разгромили в деревне опорный пункт оккупантов. В феврале 1943 года немецкие каратели сожгли 6 дворов и убили 31 жителя. На фронте и в партизанской борьбе погибли 109 жителей, в память о которых установлена стела, возведённая в 1975 году в центре деревни. Согласно переписи 1959 года центр колхоза «III Интернационал». Действуют средняя школа, Дом культуры, библиотека, фельдшерско-акушерский пункт, детский сад, отделение связи, 2 магазина.

## Население

### Численность
- 2004 год — 422 хозяйства, 1054 жителя.

### Динамика
- 1811 год — 36 дворов.
- 1850 год — 62 двора, 353 жителя.
- 1885 год — 75 дворов, 449 жителей.
- 1897 год — 140 дворов, 768 жителей (согласно переписи).
- 1908 год — 212 дворов, 947 жителей.
- 1921 год — 1045 жителей.
- 1940 год — 282 двора.
- 1959 год — 1234 жителя (согласно переписи).
- 2004 год — 422 хозяйства, 1054 жителя.